# کیکه د لا موتا
کیکه د لا موتا (انگلیسی: Quique de la Mota؛ زادهٔ ۸ ژوئیهٔ ۱۹۸۴) بازیکن فوتبال اهل اسپانیا است.